# Więzienie niewolników w Valletcie
Więzienie niewolników (wł. Prigione degli Schiavi, malt. Il-Ħabs, ang. Slaves' Prison), oficjalnie znane jako Grand Prison (wł. Gran Prigione), kolokwialnie jako bagnio – było to więzienie w Valletcie na Malcie. Zbudowane w późnych latach XVI wieku, pozostawało w tej roli przez cały XVII i XVIII wiek. Następnie budynek używany był jako szpital dla marynarzy, szkoła oraz sala egzaminacyjna. Zbombardowany podczas II wojny światowej; ruiny uprzątnięto, by zrobić miejsce pod blok mieszkalny.

## Historia
Gran Prigione zbudowane zostało około roku 1585 podczas rządów Huguesa de Verdalle (1582–95). Budynek został zaprojektowany prawdopodobnie przez architekta Girolamo Cassara. Służył Zakonowi św. Jana jako główne więzienie, ale również jako kompleks, w którym na noc zamykani byli niewolnicy. Mógł pomieścić około 900 osób.
Po roku 1615 do więzienia doprowadzona została woda z akweduktu Wignacourta. Podobno turecki niewolnik, będący w Konstantynopolu hydrologiem pomógł w budowie akweduktu, w zamian obdarowany został wolnością, a więzienie stało się jednym z pierwszych budynków w Valletcie, posiadających bieżącą wodę.

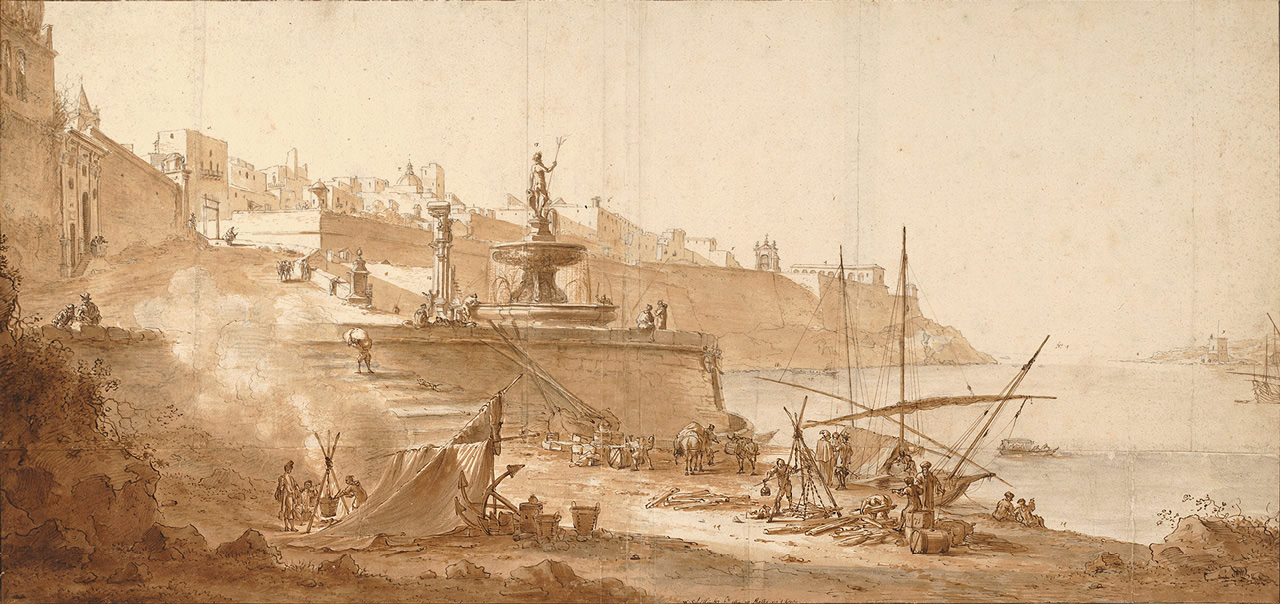
Budynek więzienia (w głębi) przedstawiony w roku 1664 od strony Nuova Fontana, powszechnie znanej jako Fountain of Neptune

Po roku 1631 część budynku była używana jako Infermeria delle Schiavi, szpital, gdzie leczono chorych, pracujących na lądzie, niewolników. Chorzy galernicy leczeni byli w Great Magazine Ward pobliskiej Sacra Infermeria.
Podczas spisku niewolników w roku 1749, niewolnicy z pałacu Wielkiego Mistrza zaplanowali rewoltę, uwolnienie pozostałych towarzyszy niedoli z Slaves' Prison, oraz zajęcie fortu Saint Elmo i reszty Valletty. Po odkryciu spisku i brutalnym potraktowaniu jego uczestników, ogłoszono dekret stanowiący, że wszyscy niewolnicy będą na noc zamykani w budynku więzienia.
W latach 1804–19 w więzieniu znajdował się tymczasowy szpital dla marynarzy o 50 łóżkach. Po wybuchu składu amunicji w Birgu w roku 1806, rząd przeznaczył część więzienia na skład wina kupca Woodhouse'a, który stracił w katastrofie olbrzymią jego ilość. W późniejszych latach XIX wieku w budynku mieściła się szkoła podstawowa, znana jako l-iskola tal-ħabs (malt. szkoła więzienna). W końcu przekształcona została w salę egzaminacyjną, zanim została zamknięta w roku 1940. Budynek był wpisany na Antiquities List of 1925. Więzienie zostało zbombardowane podczas II wojny światowej, ruiny były sukcesywnie usuwane. W latach 1950. zbudowany został na tym miejscu olbrzymi blok mieszkalny.

## Budynek

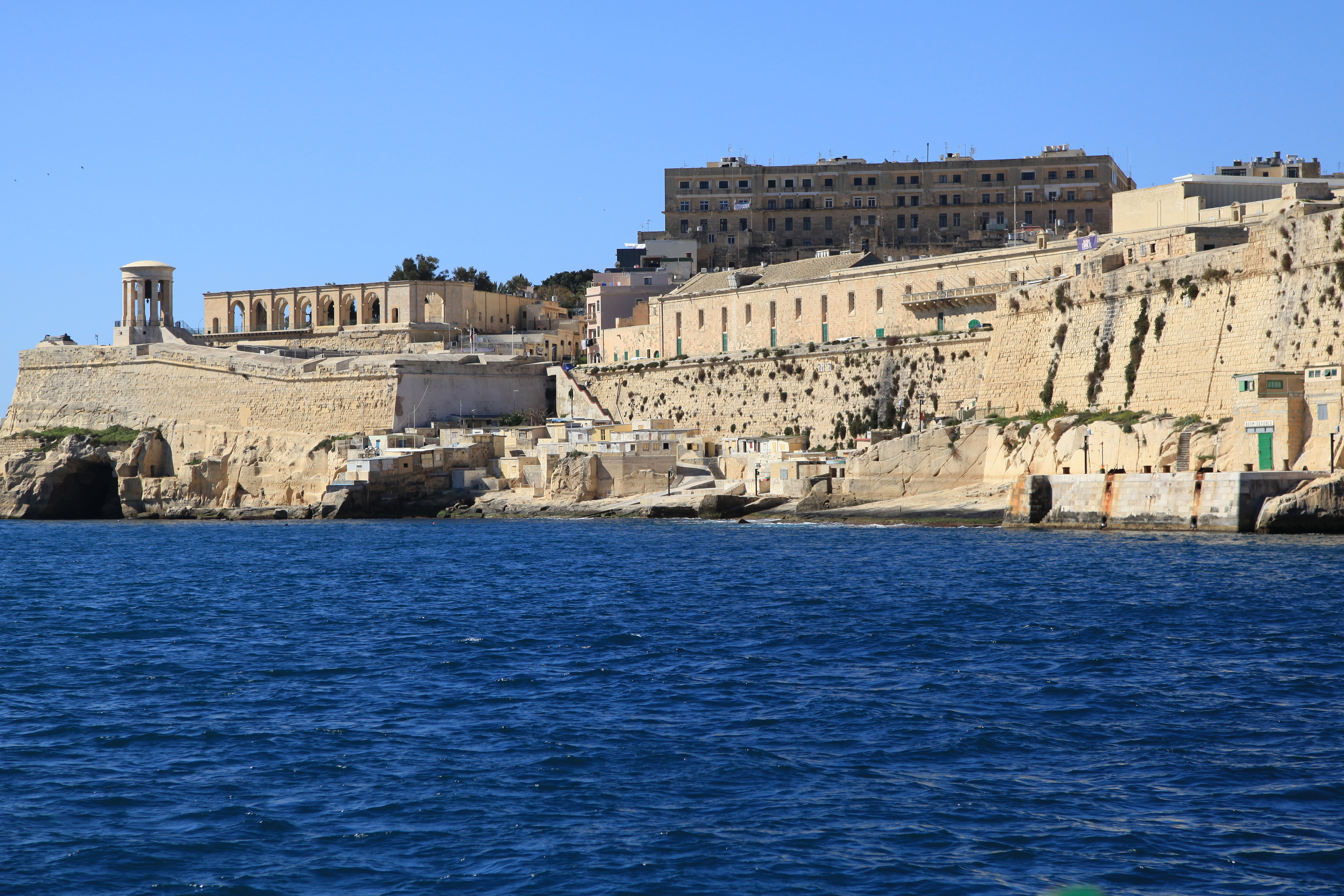
Widok na Vallettę z Grand Harbour. Więzienie niewolników stało na miejscu dziś zajmowanym przez duży blok mieszkalny.

Więzienie było trzykondygnacyjnym budynkiem, zajmującym miejski kwartał ulic w pobliżu Lower Barrakka Gardens. Raport z połowy XIX wieku tak opisuje to miejsce:

...wzniosły czworokątny budynek stojący na brzegu wzgórza ponad Grand Harbour. Jest odosobniony, ograniczony przez Strada St Ursula od frontu, mury obronne z tyłu, Strade St Christophoro oraz Pozzi po obu bokach. Składa się z trzech kondygnacji, zajmije równoboczny teren mierzący około 400 kroków w obwodzie.

Inne więzienia niewolników znajdowały się w Birgu oraz Senglei, oba zostały zburzone w XX wieku, podobnie jak więzienie w Valletcie.

## Życie więzienne

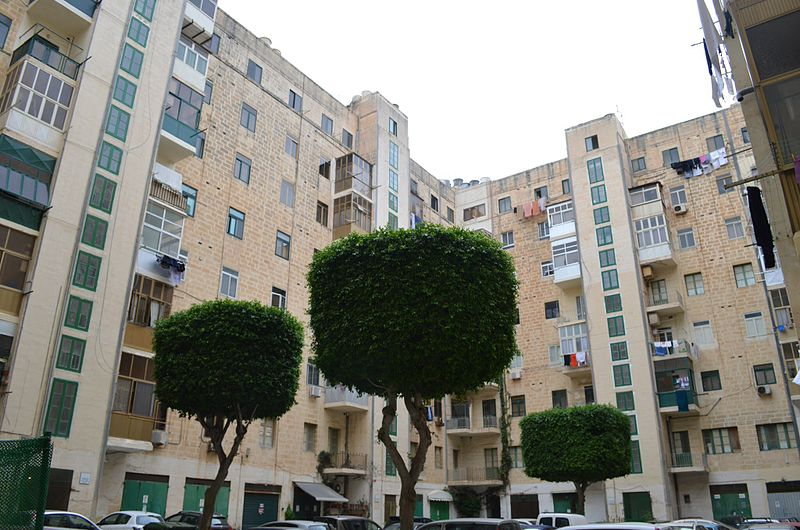
Wewnętrzne podwórze budynku mieszkalnego

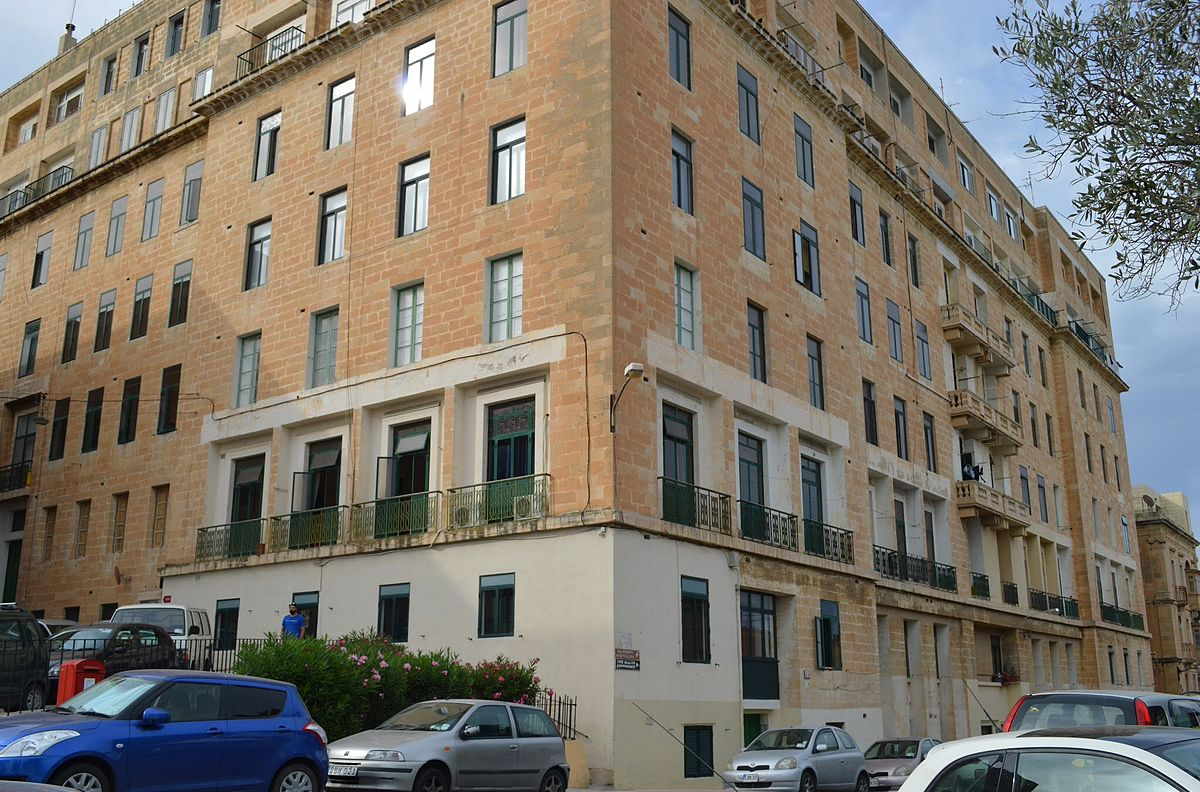
Blok mieszkalny

W więzieniu znajdowała się gospoda, gdzie więźniowie mogli kupować jedzenie i napoje, meczet dla muzułmańskich niewolników, oraz kaplica, pod wezwaniem św. Jana Chrzciciela i Świętego Krzyża, dla więźniów chrześcijan. Część kompleksu była dostępna dla ogółu, niektórzy więźniowie prowadzili tam zakłady fryzjerskie i inną działalność usługową.
Protokół sądowy z roku 1779 opisuje sytuację wewnątrz więzienia jako:

...nikt nie mógłby twierdzić, że ma przyjaciela, wręcz przeciwnie, każdy jest wrogiem każdego, i zdrajcą każdego i wszystkich.

Więzienie było zarządzane przez Prodomo, który był jego gubernatorem; był rycerzem Zakonu św. Jana. Agozzini mieli bezpośrednią kontrolę nad więźniami, rozdzielając ich do pracy na galerach, kiedy carcerieri byli odpowiedzialni za rejestr więźniów oraz prawdopodobnie służyli jako strażnicy.